# Drosophila nigromaculata
Drosophila nigromaculata este o specie de muște din genul Drosophila, familia Drosophilidae, descrisă de Kikkawa și Peng în anul 1938. Conform Catalogue of Life specia Drosophila nigromaculata nu are subspecii cunoscute.